# Campeonato Mundial de Remo de 2001

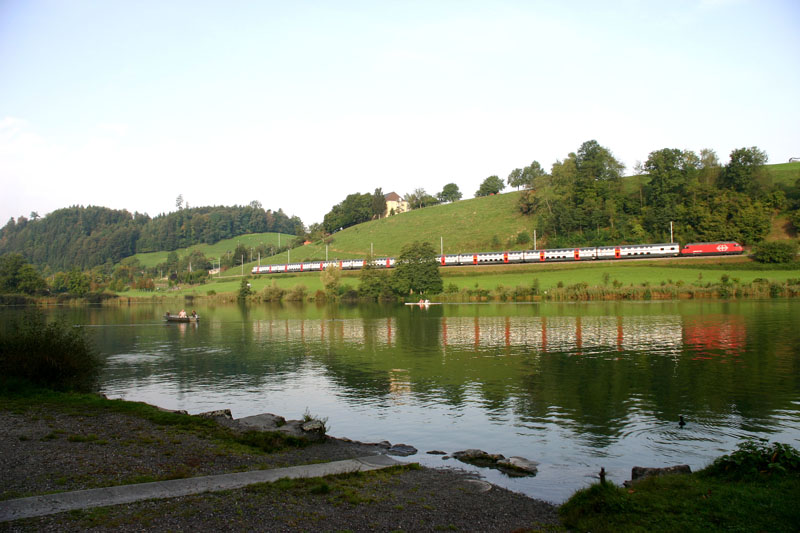
Cena do Campeonato Mundial de Remo de 2001

O 24º Campeonato Mundial de Remo foi realizado entre os dias 19 e 26 de agosto de 2001, em Lucerne, na Suíça.

## Sumário de medalhas
| Evento:               | Ouro: | Tempo   | Prata: | Tempo   | Bronze: | Tempo   |
| Eventos para homens   | |         | |         | |         |
| M1x                   | Noruega · Olaf Tufte | 6:43.04 | Eslovênia · Iztok Čop | 6:43.36 | Chéquia · Václav Chalupa, Jr. | 6:43.62 |
| M2x                   | Hungria · Akos Haller (b) · Tibor Peto (s) | 6:14.16 | França · Adrien Hardy (b) · Sébastien Vieilledent (s) | 6:14.29 | Itália · Rossano Galtarossa (b) · Alessio Sartori (s) | 6:14.43 |
| M4x                   | Alemanha · Christian Schreiber (b) · André Willms (2) · Marco Geisler (3) · Andreas Hajek (s) | 5:40.89 | Países Baixos · Geert Cirkel (b) · Dirk Lippits (2) · Diederik Simon (3) · Michiel Bartman (s) | 5:42.64 | Itália · Nicola Sartori (b) · Mattia Righetti (2) · Franco Berra (3) · Simone Raineri (s) | 5:42.87 |
| M2+                   | Reino Unido · James Cracknell (b) · Matthew Pinsent (s) · Neil Chugani (c) | 6:49.33 | Itália · Mattia Trombetta (b) · Lorenzo Carboncini (s) · Andrea Monizza (c) | 6:49.75 | Roménia · Cornel Nemtoc (b) · Ioan Florariu (s) · Marin Gheorghe (c) | 6:54.45 |
| M2-                   | Reino Unido · James Cracknell (b) · Matthew Pinsent (s) | 6:27.57 | Iugoslávia · Djordje Visacki (b) · Nikola Stojić (s) | 6:27.59 | África do Sul · Ramon di Clemente (b) · Donovan Cech (s) | 6:29.31 |
| M4+                   | França · Gilles Bosquet (b) · Vincent Gazan (2) · Vincent Millot (3) · Sidney Chouraqui (s) · Cristophe Lattaignant (c)                                                                                           | 6:08.25 | Itália · Luca Agamennoni (b) · Edoardo Verzotti (2) · Massimo Cascone (3) · Luca Ghezzi (s) · Gianluca Barattolo (c) | 6:09.71 | Reino Unido · Chris Martin (b) · Henry Adams (2) · Alex Partridge (3) · Dan Ouseley (s) · Peter Rudge (c)                                                                                                | 6:11.62 |
| M4-                   | Reino Unido · Toby Garbett (b) · Steve Williams (2) · Ed Coode (3) · Rick Dunn (s) · | 5:48.98 | Alemanha · Sebastian Thormann (b) · Paul Dienstbach (2) · Philipp Stueer (3) · Bernd Heidicker (s) · | 5:50.56 | Eslovênia · Jani Klemencic (b) · Milan Janša (2) · Rok Kolander (3) · Matej Prelog (s) · | 5:52.23 |
| M8+                   | Roménia · Daniel Mastacan (b) · Florin Corbeanu (2) · Cornel Nemtoc (3) · Ioan Florariu (4) · Ovidiu Cornea (5) · Andrei Banica (6) · Gheorghe Pirvan (7) · Vasile Mastacan (s) · Marin Gheorghe (c)              | 5:27.48 | Croácia · Oliver Martinov (b) · Damir Vučičić (2) · Tomislav Smoljanović (3) · Nikša Skelin (4) · Siniša Skelin (5) · Krešimir Čuljak (6) · Igor Boraska (7) · Branimir Vujević (s) · Silvijo Petriško (c)                      | 5:28.47 | Alemanha · Sebastian Schulte (b) · Thorsten Engelmann (2) · Johannes Dobershütz (3) · Stephan Koltzk (4) · Jörg Diessner (5) · Enrico Schnabel (6) · Ulf Siems (7) · Michael Ruhe (s) · Peter Thiede (c) | 5:29.41 |
| LM1x                  | Irlanda · Sam Lynch | 6:49.38 | Itália · Stefano Basalini | 6:51.71 | Chéquia · Michal Vabrousek | 6:53.02 |
| LM2x                  | Itália · Elia Luini (b) · Leonardo Pettinari (s) | 6:16.75 | Polónia · Tomasz Kucharski (b) · Robert Sycz (s) | 6:19.45 | França · Fabrice Moreau (b) · Thibaud Chapelle (s) | 6:20.30 |
| LM4x                  | Itália · Daniele Gilardoni (b), · Luca Moncada (2) · Mauro Baccelli (3) · Filippo Mannucci (s) | 5:50.76 | Grécia · Nikolaos Skiathitis (b) · Ioannis Korkouritis (2) · Vasileios Polymeros (3) · Panagiotis Miliotis (s) | 5:52.87 | Japão · Akio Yano (b) · Hitoshi Hase (2) · Atsushi Obata (3) · Kazuaki Mimoto (s) | 5:54.19 |
| LM2-                  | Irlanda · Gearoid Towey (b) · Tony O'Connor (s) | 6:34.72 | Países Baixos · Simon Kolkman (b) · Robert van der Vooren (s) | 6:36.40 | Itália · Massimo Guglielmi (b) · Giuseppe Del Gaudio (s) | 6:36.99 |
| LM4-                  | Áustria · Sebastian Sageder (b) · Bernd Wakolbinger (2) · Wolfgang Sigl (3) · Martin Kobau (s) | 5:53.55 | Dinamarca · Thomas Ebert (b) · Thor Kristensen (2) · Soeren Madsen (3) · Eskild Ebbesen (s) | 5:54.36 | França · Laurent Porchier (b) · Jean-Christophe Bette (2) · Yves Hocdé (3) · Xavier Dorfman (s) | 5:55.55 |
| LM8+                  | França · Jean-Babtiste Dupy (b) · Erwan Peron (2) · Laurent Porchier (3) · Franck Bussiere (4) · Pascal Touron (5) · Jean-Christophe Bette (6) · Yves Hocdé (7) · Xavier Dorfman (s) · Christophe Lattaignant (c) | 5:37.21 | Dinamarca · Morten Riis (b) · Stephan Moelvig (2) · Thomas Croft (3) · Kenneth Buelow (4) · Rasmus Hjortshoej (5) · Svend Pedersen (6) · Jesper Krogh (7) · Morten Hansen (s) · Sebastian Claus (c)                             | 5:37.99 | Estados Unidos · Erik Miller (b) · Eric Feins (2) · Gavin Blackmore (3) · Thomas Paradiso (4) · Josh Cashman (5) · Ben Cotting-Gagne (6) · John Wall (7) · Eric Kratochvil (s) · Bill McManus (c)        | 5:38.80 |
| Eventos para mulheres | |         | |         | |         |
| W1x                   | Alemanha · Katrin Rutschow | 7:19.25 | Rússia · Julia Levina | 7:23.28 | Bielorrússia · Ekaterina Karsten-Khodotovitch | 7:25.18 |
| W2x                   | Alemanha · Kathrin Boron (b) · Kerstin El Qalqili-Kowalski | 6:50.20 | Nova Zelândia · Georgina Evers-Swindell (b) · Caroline Evers-Swindell (s) | 6:51.73 | Bielorrússia · Ekaterina Karsten-Khodotovitch (b) · Volna Berazniova (s) | 6:52.72 |
| W4x                   | Alemanha · Peggy Waleska (b) · Marita Scholz (2) · Manuela Lutze (3) · Manja Kowalski (s) | 6:12.95 | Nova Zelândia · Sonia Waddell (b) · Paula Twining (2) · Caroline Evers-Swindell (3) · Georgina Evers-Swindell (s) | 6:15.35 | Estados Unidos · Sarah Jones (b) · Carol Skricki (2) · Hilary Gehman (3) · Laura Rauchfuss (s) | 6:18.30 |
| W2-                   | Roménia · Georgeta Damian-Andrunache (b) · Viorica Susanu (s) | 7:01.27 | Bielorrússia · Olga Tratsevskaya (b) · Yuliya Bichyk (s) | 7:03.51 | Canadá · Jacqui Cook (b) · Karen Clark (s) | 7:05.52 |
| W4-                   | Austrália · Jane Robinson (b) · Julia Wilson (2) · Jo Lutz (3) · Victoria Roberts (s) | 6:27.23 | Nova Zelândia · Jackie Abraham-Lawrie (b) · Kate Robinson (2) · Rochelle Saunders (3) · Nicola Coles (s) | 6:28.58 | Países Baixos · Christine Vink (b) · Carin ter Beek (2) · Anneke Venema (3) · Femke Dekker (s) | 6:30.81 |
| W8+                   | Austrália · Jodi Winter (b) · Jo Lutz (2) · Julia Wilson (3) · Jane Robinson (4) · Emily Martin (5) · Rebecca Sattin (6) · Victoria Roberts (7) · Kristina Larsen (s) · Carly Bilson (c)                          | 6:03.66 | Roménia · Elena Pirvan (b) · Aurica Barascu (2) · Natalita Berteanu-Pelin (3) · Elena Gavrilescu (4) · Mihaela Nastasa (5) · Doina Spircu-Craciun (6) · Georgeta Damian-Andrunache (7) · Viorica Susanu (s) · Rodica Anghel (c) | 6:04.96 | Alemanha · Silke Günther (b) · Anja Pyritz (2) · Dana Pyritz (3) · Britta Holthaus (4) · Susanne Schmidt (5) · Sandra Goldbach (6) · Maja Tucholke (7) · Lenka Wech (s) · Annina Ruppel (c)              | 6:05.32 |
| LW1x                  | Irlanda · Sinead Jennings | 7:33.20 | Países Baixos · Mirjam ter Beek | 7:34.43 | Suíça · Pia Vogel | 7:36.26 |
| LW2x                  | Alemanha · Janet Raduenzel (b) · Claudia Blasberg (s) | 6:55.55 | Polónia · Katarzyna Demianiuk (b) · Ilona Mokronowska (s) | 6:58.02 | Roménia · Monica Eremia-Stan (b) · Irina Acsinte (s) | 6:58.97 |
| LW4x                  | Austrália · Catriona Roach (b) · Sally Causby (2) · Amber Halliday (3) · Josephine Lips (s) | 6:29.68 | Estados Unidos · Marny Jaastad (b) · Abigail Cromwell (2) · Jennifer Edwards (3) · Stacey Borgman (s) | 6:32.64 | Países Baixos · Mariel Pikkemaat (b) · Maud Klinkers (2) · Aukje Zuidema (3) · Hedi Poot (s) | 6:33.70 |
| LW2-                  | Reino Unido · Sarah Birch (b) · Jo Nitsch (s) | 7:23.00 | Estados Unidos · Suzanne Walther (b) · Michelle Borkhuis (s) | 7:25.37 | Argentina · Patricia Conte(b) · Elina Urbano (s) | 7:26.02 |

## Tabela de medalhas
| Posição | País           | Medalha de ouro | Medalha de prata | Medalha de bronze | Total |
| ------- | -------------- | --------------- | ---------------- | ----------------- | ----- |
| 1       | Alemanha       | 6               | 1                | 2                 | 9     |
| 2       | Reino Unido    | 4               | 0                | 1                 | 5     |
| 3       | Irlanda        | 3               | 0                | 0                 | 3     |
| 4       | Itália         | 2               | 3                | 3                 | 8     |
| 5       | França         | 2               | 1                | 2                 | 5     |
| 5       | Roménia        | 2               | 1                | 2                 | 5     |
| 7       | Austrália      | 2               | 0                | 0                 | 2     |
| 8       | Áustria        | 1               | 0                | 0                 | 1     |
| 8       | Hungria        | 1               | 0                | 0                 | 1     |
| 8       | Noruega        | 1               | 0                | 0                 | 1     |
| 11      | Países Baixos  | 0               | 3                | 1                 | 4     |
| 12      | Dinamarca      | 0               | 3                | 0                 | 3     |
| 12      | Nova Zelândia  | 0               | 3                | 0                 | 3     |
| 14      | Polónia        | 0               | 2                | 0                 | 2     |
| 15      | Bielorrússia   | 0               | 1                | 2                 | 3     |
| 15      | Estados Unidos | 0               | 1                | 2                 | 3     |
| 17      | Eslovênia      | 0               | 1                | 1                 | 2     |
| 18      | Croácia        | 0               | 1                | 0                 | 1     |
| 18      | Grécia         | 0               | 1                | 0                 | 1     |
| 18      | Rússia         | 0               | 1                | 0                 | 1     |
| 18      | Iugoslávia     | 0               | 1                | 0                 | 1     |
| 22      | Chéquia        | 0               | 0                | 2                 | 2     |
| 22      | Japão          | 0               | 0                | 2                 | 2     |
| 24      | Argentina      | 0               | 0                | 1                 | 1     |
| 24      | Canadá         | 0               | 0                | 1                 | 1     |
| 24      | África do Sul  | 0               | 0                | 1                 | 1     |
| 24      | Suíça          | 0               | 0                | 1                 | 1     |
| Total   | Total          | 24              | 24               | 24                | 72    |